# Elyssa Davalos
Pour les articles homonymes, voir Davalos.
Elyssa Davalos est une actrice américaine, d'origine espagnole, entre autres, née le 30 mai 1959 à Los Angeles. Fille de l'acteur Richard Davalos (vedette de la série The Americans), elle est la mère d'Alexa Davalos. Elle débute à l'âge de onze ans dans un sketch du Dean Martin Show avec pour partenaire Dom DeLuise. Elle joue pour les studios Disney un rôle pour le film La Coccinelle à Mexico. Enchaînant les séries télévisées comme Supercopter, Drôles de dames, La Conquête de l'Ouest (How the West Was Won) ou La Barbe à papa, elle est reconnue pour son rôle de Nikki Carpenter dans la série MacGyver.

## Filmographie

### Télévision
- 1979 : La Conquête de l'Ouest
- 1982: Riptide S01E13 une affaire louche
- 1983 : K 2000
- 1985 : Supercopter- La cible[1]
- 1985-1986 : Les deux font la paire (Scarecrow and Mrs. King)
- 1987-1988 : MacGyver
- 1990-1991 : Corky, un adolescent pas comme les autres
- 1989-1994 : Matlock

### Cinéma
- 1973 : The Student Teachers
- 1976 : Dear Lovey Hart: I Am Desperate
- 1977 : Good Against Evil
- 1978 : Wild and Wooly
- 1979 : Le Retour du gang des chaussons aux pommes
- 1980 : La Coccinelle à Mexico
- 1987 : Riviera
- 1993 : A House in the Hills
- 1993 : Jericho Fever
- 1998 : Un couple d'enfer
- 2000 : Urban Chaos Theory
- 2000 : Tycus
- 2002 : Two Paths
- 2007 : Nancy Drew